# McKellar

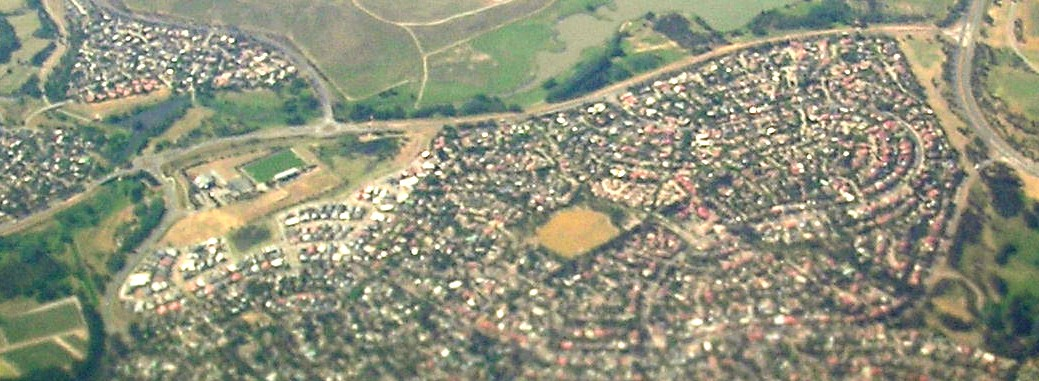
McKellar légifotója nyugat felől

Macquarie a főváros, Canberra egyik elővárosa Belconnen kerületben. A város Colin McKellar politikusról kapta nevét, aki honosítási miniszter volt 1964-től 1970-ig . A város utcáit ausztrál újságírókról nevezték el, miközben a főutcát Dumas Streetnek hívják.

## Fontosabb helyek
A McKellar Oval remek kilátással rendelkezik a várost környező hegyekre, amelyek: a Mount Ainslie, a Black Mountain, a Mount Majura. 
McKellarban van bevásárlóközpont, ahol van többek közt csontkovács, kínai étterem és a többi, valamint általános iskola és egy kisebb labdarúgó stadion, amely otthont ad a North Belconnen Soccer Club-nak.
McKellar jó buszközlekedéssel rendelkezik, amelynek a főúton és a William Webb Drive-on
vannak megállói. A sűrű buszjáratoknak köszönhetően könnyen elérhető a főváros és a környező települések is, mint például Tuggeranong (Ausztráliai fővárosi terület), valamint Woden (Ausztráliai fővárosi terület). 
McKellarban polgárőrség működik, melyet a errefelé csak "Neighbour Watch"-nak hívnak, ami nagyjából annyit tesz, mint szomszédles.
Az Ausztrál Szövetségi Rendőrség statisztikái alapján a külvárosban csak kisebb bűncselekményeket követnek el, szemben a környékbeli külvárosokkal.

## Fordítás
Ez a szócikk részben vagy egészben  a   McKellar, Australian Capital Territory című angol Wikipédia-szócikk ezen változatának fordításán alapul.  Az eredeti cikk szerkesztőit annak laptörténete sorolja fel. Ez a jelzés csupán a megfogalmazás eredetét és a szerzői jogokat jelzi, nem szolgál a cikkben szereplő információk forrásmegjelöléseként.